# Maad Ndaah Ndiémé Diouf
Maad Ndaah Ndiémé Diouf (titre exact et orthographe, en sérère:  Maad Ndaah Njeeme Juuf ou Mad Ndaah Njeeme Juuf) était le roi du Laah (ou Lâ) dans le Baol, qui fait maintenant partie du Sénégal indépendant. Il a régné entre la fin du XIIIe siècle et le début du XIVe siècle, vers 1290. Ses descendants (de la branche de Maad Xole Diouf, né: Xole Njuug Juuf (de Paataar), le Conquérant), les Diouf de la dynastie paternelle, ont gouverné le Royaume du Sine, le Royaume du Saloum et Royaume du Baol, depuis le XIVe siècle jusqu'en 1969, date de la mort des rois du Sine et du Saloum, respectivement Maad a Sinig Mahecor Diouf et Maad Saloum Fodé N'Gouye Diouf,,. Ses descendants ont en outre fondé trois maisons royales :
- la Maison royale de Bouré Gnilane Diouf (sérère: Mbind Bure Nilaan[6], autre: Keur Bouré Gnilane)
- la Maison royale de Diogo Siga Diouf (sérère: Mbind Jogo Siga[6], autre: Keur Diogo Siga)
- la Maison royale de Semou Ndiké Diouf (sérère: Mbind Sem-Jike[6], autre: Keur Semou Djiké ou Keur Semou Ndiké)[4]

Les trois fils notables de Ndaah Ndiémé comprenaient Niokhori Ndaah Diouf, Mangi Ndaah Diouf et Yungari Ndaah Diouf. Niokhori Ndaah est l'ancêtre de la famille royale Diouf du Sine et du Saloum; Mangi Ndaah l'ancêtre de la famille notable Diouf de Baol et de la famille royale Fall de Baol et Cayor qui a succédé à la dynastie Diouf de Baol (Lingeer Sobel Diouf, descendant de Mangi, est la grand-mère maternelle de Damel Amari Ngoneh Fall, fondateur de la dynastie Fall); et Yungari Ndaah est l'ancêtre de la famille noble Diouf de Jolof. L'ancien président du Sénégal, le président Abdou Diouf est issu de cette branche de la famille Diouf.

## Descendants
Descendants de Maad Ndaah Ndiémé Diouf. Noms, lieux et titres écrits en Seereer.

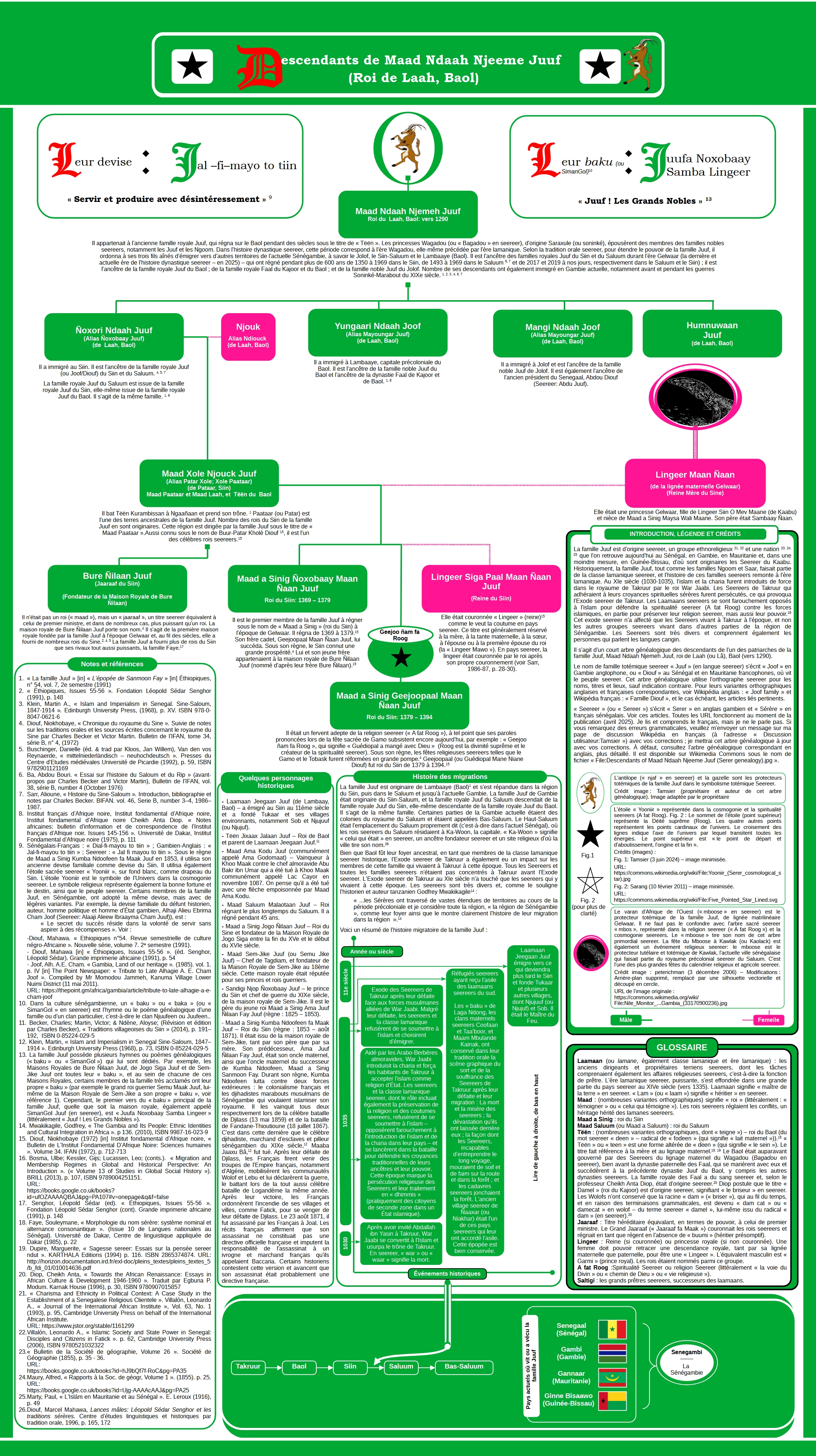